# 12inch REMIX
『12inch REMIX』（12インチ リミックス）は、1994年12月1日に発売されたレベッカのベストアルバム。発売元はKi/oon Sony Records/FITZBEAT。

## 概要
レベッカが発表した12インチシングル曲「BOTTOM LINE (EXTENDED DANCE REMIX)」から「SUPER GIRL (SUPER REMIX)」までの4作のリミックスシングル収録曲全曲をリリース順、収録順に網羅したベスト・アルバムである。

## 収録曲
| 全編曲: レベッカ。 |                                                     |                 |                      |                                           |       |
| #                  | タイトル                                            | 作詞            | 作曲                 | リミックス・エンジニア                    | 時間  |
| 1.                 | 「Bottom Line (EXTENDED DANCE REMIX)」              | NOKKO           | 土橋安騎夫           | Nobuhisa Kawabe                           | 7:04  |
| 2.                 | 「Love Passion (DANCE REMIX)」                      | NOKKO・宮原芽映 | 土橋安騎夫           | Seigen Ono                                | 3:53  |
| 3.                 | 「76th Star (DANCE REMIX)」                         | NOKKO・沢ちひろ | 土橋安騎夫           | Seigen Ono                                | 3:22  |
| 4.                 | 「Motor Drive (EXTENDED DANCE REMIX)」              | NOKKO           | 土橋安騎夫           | Francois Kevorkian, Ron Saint German      | 5:41  |
| 5.                 | 「Raspberry Dream (DUB MIX)」                       | NOKKO           | 土橋安騎夫           | Francois Kevorkian, Ron Saint German      | 5:50  |
| 6.                 | 「Cheap Hippies (EXTENDED DANCE REMIX)」            | NOKKO           | 土橋安騎夫           | Francois Kevorkian, Ron Saint German      | 5:45  |
| 7.                 | 「When a Woman Loves a Man (EXTENDED DANCE REMIX)」 | NOKKO           | 土橋安騎夫           | Francois Kevorkian, Ron Saint German      | 6:52  |
| 8.                 | 「Super Girl (SUPER REMIX)」                        | NOKKO           | 土橋安騎夫           | Mick Guzauski                             | 6:23  |
| 9.                 | 「Blond Saurus (WILD REMIX)」                       | NOKKO           | 土橋安騎夫・高橋教之 | Francois Kevorkian, GOH HOTODA            | 6:28  |
| 10.                | 「Super Girl」                                      | NOKKO           | 土橋安騎夫           | Francois Kevorkian and Michael Hutchinson | 4:36  |
| 合計時間:          | 合計時間:                                           | 合計時間:       | 合計時間:            | 合計時間:                                 | 56:04 |

## 曲解説
1. Bottom Line (EXTENDED DANCE REMIX)
  - オリジナルは4thアルバム『REBECCA IV 〜Maybe Tomorrow〜』に収録されている曲のリミックス。アルバム初収録。
2. Love Passion (DANCE REMIX)
  - オリジナルは3rdアルバム『WILD & HONEY』に収録されている曲のリミックス。アルバム初収録。
3. 76th Star (DANCE REMIX)
  - オリジナルは4thアルバム『REBECCA IV 〜Maybe Tomorrow〜』に収録されている曲のリミックス。2005年水樹奈々がカバー。アルバム初収録。
4. Motor Drive (EXTENDED DANCE REMIX)
  - 1986年6月発売の12インチシングルで、オリジナルは5thシングル「RASPBERRY DREAM」のカップリング曲のリミックス。
5. Raspberry Dream (DUB MIX)
  - 1986年6月発売の12インチシングルで、オリジナルは5thシングル「RASPBERRY DREAM」のリミックス。2003年にSprings、2010年に福原香織、2011年に聖飢魔IIがカバー。
6. Cheap Hippies (EXTENDED DANCE REMIX)
  - 1987年2月発売の12インチシングルで、5thアルバム『TIME』に収録されている曲のリミックス。
7. When a Woman Loves a Man (EXTENDED DANCE REMIX)
  - 1987年2月発売の12インチシングルで、5thアルバム『TIME』に収録されている曲のリミックス。
8. Super Girl (SUPER REMIX)
  - オリジナルは7thアルバム『BLOND SAURUS』に収録されている曲のリミックス。アルバム初収録。レコーディングにスティーヴ・ヴァイが参加している。
9. Blond Saurus (WILD REMIX)
  - オリジナルは7thアルバム『BLOND SAURUS』に収録されている曲のリミックス。アルバム初収録。
10. Super Girl
  - 7thアルバム『BLOND SAURUS』に収録されているオリジナル音源。